# Девяткина, Татьяна Петровна
Татья́на Петро́вна Девя́ткина  (род. 8 мая 1953) — российский фольклорист, энциклопедист, религиовед, этнолингвист, культуролог, один из ведущих специалистов в области традиционной и современной культуры финно-угорских народов мира, доктор филологических наук, профессор. В область научных интересов входят обряды, народные приметы, снотолкования, традиционные верования мордвы, лексико-поэтические особенности различных песенных жанров и народных примет, мифология мордвы в финно-угорском и мировом контексте.
Автор первой в истории мордвы и других финно-угорских народов мира энциклопедии «Мифология мордвы», открывающей международный проект «Мифология уральских народов» (Финляндия — Россия — Венгрия). Впервые была издана на русском языке в 1998 г. Далее последовали издания на мордовско-мокшанском языке (Тартуский университет, Эстония, 2002 г.), на английском языке (Словенская академия наук, Любляна, 2004 г.), на эстонском языке (Институт фольклора, Тарту, Эстония, 2008 г.), на арабском языке (Высший совет по культуре правительства Египта, Каир, 2008 г.), а также на французском языке (Республика Мордовия, Саранск, 2013 г.). Кроме того, работа была дважды переиздана в России (Саранск, Республика Мордовия, 2006 и 2007 гг.). В данном научном труде профессор Т. П. Девяткина представила результаты также собственных многолетних полевых исследований. Уникальность работы состоит в том, что она полностью подготовлена одним автором.
Девяткина Т. П. принимает участие в программах международной академической мобильности. Будучи стипендиатом Шведской королевской академии наук, работала и стажировалась в Финно-угорском институте Уппсальского университета (1992 г.). С 1994 по 1996 гг. — стипендиат программы международного обмена студентов, преподавателей и исследователей CIMO, в рамках которой проходила стажировку в Хельсинкском университете на кафедре финно-угроведения и кафедре фольклористики. По приглашению ряда европейских и канадского вуза читала лекции и проводила семинары по традиционной культуре, фольклору и мифологии мордвы: Университет Лунд (Швеция, 1992 г.), Венский университет (Австрия, 1996 г.), Тартуский университет (Эстония, 2001 г.), Дебреценский университет (Венгрия, 2002 г.), Университет Саймона Фрэйзера (Канада, 2002 г.), а также в Финно-угорском обществе (Хельсинки, 1994 г.) и Словенской академии наук (Словения, 2004 г.). 
С 2015 г. по настоящее время работает в Мордовском государственном педагогическом университете имени М. Е. Евсевьева (г. Саранск).
Научные работы Т. П. Девяткиной получили широкое признание как в России, так и за рубежом. В частности, она является членом ряда международных профессиональных организаций: член Международной ассоциации фольклористов при Академии наук Финляндии (с 1995 г.); член Финно-угорского общества Финляндии (с 1994 г.); член Международного комитета финно-угорских конгрессов (с 1995 г.). Кроме того, за заслуги в научной деятельности ей было присвоено почетное звание «Заслуженный деятель науки Республики Мордовия» (2003 г.).
В 2003 г. Московское бюро ЮНЕСКО рекомендовало профессора Т. П. Девяткину в качестве эксперта в области мировой и национальной культуры. В этой связи в 2004 и 2006 гг. она была приглашена Южно-Корейским бюро ЮНЕСКО, а в 2007 г. Венгерским бюро ЮНЕСКО, на Международный круглый стол мэров по вопросу сохранения традиционной духовной культуры «International Round Table of Mayors on the Safeguarding of the Intangible Cultural Heritage» в качестве эксперта и докладчика.
В 2013 г., впервые среди российских ученых финно-угроведов, биография профессора Т. П. Девяткиной была включена в юбилейное издание всемирной энциклопедии «Who’s Who in the World» / «Кто есть кто в мире». 
Т. П. Девяткиной написано и опубликовано более 120 научных работ (из них 30 — зарубежные публикации): энциклопедия, монографии, научные статьи, научно-популярные сборники, учебные пособия, лекции (см. подробнее: Профессор Т. П. Девяткина (научно-педагогическая деятельность) = Professor Tatyana Devyatkina (research work and teaching). - Саранск, 2008. - 128 с. - Рус., англ.).

## Основные работы
Книги (монографии, энциклопедии, сборники)
- Мифология мордвы: энциклопедия. — Саранск: Красный Октябрь, 1998. — 334 с.
- Мифология мордвы: энциклопедия. — Изд. 2-е, испр. и доп. — Саранск: Красный Октябрь, 2006. — 332 с.
- Мифология мордвы: энциклопедия. — Изд. 3-е, испр. и доп. — Саранск: Красный Октябрь, 2007. — 332 с.
- Мокшэрзянь мифологиясь. — Tartu: Trukk OU PAAR, 2002. — 207 p.
- Mordvininan Mythology. — Slovenian Academy of Sciences Edition. Ljubljana: Zalozba ZRC Publishing, ZRC SAZU, 2004. — 175 p.
- Мифология мордвы (на арабском языке). — Cairo: Opera House, 2008. — 419 p.
- Мокшанские свадебные обряды и песни: монография. — Саранск: Мордовское книжное издательство, 1992. — 192 с.
- Mordva mütoloogia (Sator; 8). — Tartu, 2012. — 218 p.
- Тайны снов. — Саранск: Мордовское книжное издательство, 1995. — 84 с.
- Устно-поэтические творчество мордовского народа. — Том 12. «Народные приметы мордвы». — Саранск: Красный Октябрь, 2003. — 320 с.
- Mordva unenaoraamat. — Estonia: Parnu, 1996. — 20 p.
- Mythologie Mordve: éncyclopedie. — Saransk, 2013. — 333 p.

Статьи и тезисы
- Besondersheiten in der Sprache fon Hochzeisliedern der Moksa und Erzja-Мordwinen // Lapponica et Uralica. — Uppsala, 1996. — S. 159—170.
- Мировоззренческий аспект в суеверных приметах мордвы // Congressus Octus Internationalis Fenno-Ugristarum. Pars VI. Ethnologia, Folkloristica. — Juvaskula, 1996. — C.49-53.
- Представления о возникновении мира в мифологии мордвы // Congressus Nonus Internationalis Fenno-Ugristarum. Pars VII. — Tartu, 2001. — C.22-25.
- Some Aspects of Mordvin Mythology // Electronic Journal of Folklore. — Vol. 17. — Tartu, 2001. — pp. 96—106.
- Mythological Concepts in the Traditional Ozks of the Mordvins // Eurasian Studies Yearbook. — Vol. 76. — Bloomington, 2004. — pp. 103—126.
- Language Situation of the Mordvins: Problems of Preservatioт// Proceedings of the XIIIth Conference of the Finno-Ugric Studies Association of Canada FUSAC/ACEFO. — Simon Fraser University, British Columbia, Canada, April 26-28, 2002. — pp. 155—162.
- Финно-угорская фольклористика в России: итоги, проблемы и перспективы развития (пленарный доклад) // Congressus Decimus Internationalis Fenno-ugristarum. Pars I. Orationes plenariae. — Joshkar-Ola, 2005. — pp. 75-92.
- Uber mordwinishe Mythen and Gebetszeremonien // Mari und Mordwinen im heutigen Rusland. Sprache, Kultur, Identitat. Band.66. — Göttingen, 2005. — S.445-484.
- The Role of Goverments in Promoting Young Peoples' Participation in Heritage Safeguarding Work // International Workshop of Local Goverment Administrations «Safeguarding of the Intangible Cultural Heritage and Participation of Young People». — South Korea,Gangheung, 31.10.2006-02.11.2006. — pp. 79-84.
- Traditional Culture of the Mordvinians: Ways of Preservation Individual and Collective in Traditional Culture // Individual and Collective in Tradicional Culture. Individuaalne ja Kollektiivne traditsionaalses kultuuris. — Tartu, 2006.- pp. 149—155.
- Божественный пантеон мордвы (к реконструкции образов и языка) // Congressus Decimus Internationalis Fenno-ugristarum. Pars III. Summaria acroasium in sectionibus Folkloristica, Ethnologia, Litteratura, Archaeologia, Historia. — Joshkar-Ola, 2005. — pp. 52-58.
- Образы птиц в мифологии мордвы // Congressus XI Intenationalis Fenno-ugristarum. Piliscsaba, 9-14.VIII. 2010. Summaria acroasium in symposium factarum. — Piliscsaba, 2010. — pp. 93-94.
- Образы птиц в мифологии мордвы // Congressus XI Intenationalis Fenno-ugristarum. Piliscsaba, 9-14.VIII. 2010. — Pilischaba, 2011. — pp. 250—257.
- Cosmogonic Notions in Mordvinian Mythology // Proceedings of the XIV, XV, and XVIth Conferences of the Finno-Ugric Studies Association of Canada. The Uralic World and Eurasia.  — USA, Rhode Island College, 2011. — pp. 251—256.
- Images of Birds in Mordvinian Mythology // Electronic Journal of Folklore. Vol. 48. — Tartu 2011. — pp. 143—152.
- The origin of man and gods in Mordvin mythology // Laponicae unvestigationes et uralicae.Band.82. — Wiesbaden. Societas Uralo-Altaica. — Göttingen, 2012. — S.21-27.
- Mordvalaisten haarituaali ja haalaulu — perinne ja sen uudistuminen // Ison karhun jälkeläiset. — Tampere, Finland, 1998. — S.171-194.
- Жанровый состав песен в традиционном и современном свадебном обряде мордвы сельской местности // Congressus Septimus Internationalis Fenno-Ugristarum. 4. B: Etnologica et Folklorica. — Debrecen, 1990. — pp. 172—176.
- The function of water in traditional religious and magic rites of the Mordva // Congressus Duodecimus Internationalis Fenno-Ugristarum, Oulu, 2015. —  Book of Abstracts. — Finland, University of Oulu, 2015. — pp 42—43.
- Transformation and language peculiarities of Mordvinian folk superstitions / Oralité, Information, Typologie (in honour of M.M. Jocelyne Fernandez-Vest ). — Paris: L’ Harmattan, 2018. — pp.147—160.
- Mordvalaisten häämenojen lauluista ja niiden kielellisistä erityispiirteistä //Journal de la Société Finno-Ougrienne / Suomalais-Ugrilaisen Seuran Aikakauskirja 96, 2017. — pp. 294—345.
- Образ и функции Змея в народных представлениях мордвы // Вестник Марийского государственного университета. – 2021. – № 1. – С. 79–85. DOI: 10.30914/2072-6783-2021-15-1-79-85
- Домашние животные и птицы в традиционных обрядах мордвы: финно-угорский контекст // Финно-угорский мир. – 2022. – Т. 14, № 4. – С. 453–462. DOI: 10.15507/2076-2577.014.2022.04.453-462.
- Religious and magical roots of fortune-telling in the traditional culture of the Mordva // Congressus XIII Internationalis Fenno-Ugristarum. – Book of Abstracts. – Vienna: Universität Wien, 2022.